# Baculum (geslacht)
Baculum is een geslacht van Phasmatodea uit de familie Phasmatidae. De wetenschappelijke naam van dit geslacht is voor het eerst geldig gepubliceerd in 1861 door Henri de Saussure.

## Soorten
Het geslacht Baculum omvat de volgende soorten:
- Baculum borellii (Giglio-Tos, 1910)
- Baculum brevicornis (Kirby, 1889)
- Baculum laticeps (Caudell, 1904)
- Baculum longimanus (Saussure, 1859)
- Baculum ramosum (Saussure, 1861)